# باربرا دومينغوس
باربرا دي كاسيا جودوي دومينغوس (من مواليد 2 مارس 2000) هي لاعبة جمباز إيقاعي فردي برازيلية حصلت على الميدالية الذهبية في دورة الألعاب الأمريكية 2023 في الجمباز الإيقاعي الشامل للسيدات، وحصلت على الميدالية الذهبية في جائزة ثييس الكبرى عام 2023، وأول لاعبة جمباز إيقاعي برازيلية تتأهل لنهائي الجمباز الإيقاعي الفردي الشامل في بطولة العالم. تنافست في دورة الألعاب الأولمبية الصيفية 2024 في باريس في الجمباز الإيقاعي الفردي الشامل، أصبحت أول برازيلية تتأهل لنهائي الجمباز الإيقاعي الفردي الشامل بعد احتلالها المركز الثامن في الجولة التأهيلية. ولاعبة الجمباز الوحيدة من الأمريكتين في النهائي، انهت المسابقة في المركز العاشر.